# ビデオあなたが主役
『ビデオあなたが主役』（ビデオあなたがしゅやく）は、テレビ朝日系列局ほかで放送されたテレビ朝日制作のバラエティ番組である。テレビ朝日系列局（一部を除く）では1990年10月16日から1992年9月22日まで、毎週火曜 19:00 - 20:00 (JST) に放送された。

## 概要
毎回視聴者からの投稿ビデオを取り上げていた番組である。スペシャル版では、テレビ朝日系の人気番組からのNGシーンなどを取り上げる『NG大賞』のコーナーもあった。そのコーナーで投稿ビデオが採用されると、番組から製作費として3万円が贈られた。また、例え採用されなくても、投稿者へは、必ず番組特製のテレホンカードが贈られた（このシステムは後番組の『必撮ビデオ!!あんたが主役』にも引き継がれた）。
当初は毎週生放送で行われていたが、途中から隔週生放送（生放送と収録の交互放送）に切り替わった。

## 出演者

### 司会
- 西川きよし - 1992年3月、参議院選挙（第2期）出馬に伴い降板。
- 山田邦子 - 1992年4月、きよしに替わって司会を担当。
- 渡辺徹

※きよしと渡辺は、かつて『料理天国』（TBS系）でそれぞれ芳村真理とともに司会を担当していた。また山田と渡辺も、本番組開始以前に『邦ちゃんのやまだかつてないテレビ』（フジテレビ系）にて共演していた（後述「エピソード」を参照）。

### レギュラー
- 本田理沙（アシスタント） - 当時『スーパーマリオクラブ』（テレビ東京系）においても、渡辺とともに司会を務めていた。
- 花島優子（アシスタント） - 花島が応募先を読み上げる時には、渡辺が「美少女仮面ポワトリンが説明します」と紹介していた。またある予告の時には[いつ?]、花島がポワトリンに扮して登場した。
- 兵藤ゆき
- 榊原利彦

### 常連ゲスト
（五十音順）
- 秋野暢子
- 井森美幸
- 大島さと子
- 賀来千香子
- ジミー大西
- そのまんま東
- ダウンタウン
- 高田純次
- 田代まさし
- 所ジョージ
- 間寛平
- 松本明子
- 森尾由美
- 森口博子
- 山瀬まみ
- 吉村明宏
- 和田アキ子ほか

## コーナー

### えこひいきクイズ
視聴者から送られたビデオの展開を当てる。解答方式は全て筆記だった。ただし、美人女優や女性アイドルに対しては近い答えを拡大解釈して行き、全く違う答えにもポイントを与えていた。他にも、同じ正解でも男性解答者には1点で、女性解答者には3点を与える時もあった。ただし、全ての女性回答者にえこひいきをしている訳ではなく、山瀬まみ、森口博子、井森美幸、松本明子等のバラドルや和田アキ子に対しては男性解答者と同じ扱いをしていた。
後期はえこひいきを全くせず、普通のクイズコーナーとなった。
後番組の『ビデオあんたが主役』では、視聴者がそれぞれ別の曲を歌い、何の歌かを当てる早押しクイズも加わる様になった｡

### うちのドッキリサザエさん
視聴者が制作したドッキリ（イタズラ）のビデオを紹介するコーナー。後番組の『ビデオあんたが主役』では｢ノゾキング　ハメハメハ｣と改題されて、当コーナーを継続した｡

## 主題歌

### オープニングテーマ
- 遊ばなくっちゃくるっちゃう（森口博子）

### エンディングテーマ
- 幸せ探して（谷村有美）
- BYE-BYE-BYE （GO-BANG'S）
- 八月の恋（森高千里）

## ネット局
| 放送地域       | 放送局             | 系列                                         | ネット形態 | 備考               |
| -------------- | ------------------ | -------------------------------------------- | ---------- | ------------------ |
| 関東広域圏     | テレビ朝日         | テレビ朝日系列                               | 制作局     |                    |
| 北海道         | 北海道テレビ       | テレビ朝日系列                               | 同時ネット |                    |
| 青森県         | 青森朝日放送       | テレビ朝日系列                               | 同時ネット | 1991年10月開局から |
| 宮城県         | 東日本放送         | テレビ朝日系列                               | 同時ネット |                    |
| 秋田県         | 秋田放送           | 日本テレビ系列                               | 遅れネット |                    |
| 山形県         | 山形放送           | 日本テレビ系列 テレビ朝日系列                | 遅れネット |                    |
| 福島県         | 福島放送           | テレビ朝日系列                               | 同時ネット |                    |
| 山梨県         | 山梨放送           | 日本テレビ系列                               | 遅れネット |                    |
| 新潟県         | 新潟テレビ21       | テレビ朝日系列                               | 同時ネット |                    |
| 長野県         | 長野朝日放送       | テレビ朝日系列                               | 同時ネット | 1991年4月開局から  |
| 静岡県         | 静岡けんみんテレビ | テレビ朝日系列                               | 同時ネット | 現：静岡朝日テレビ |
| 石川県         | 北陸朝日放送       | テレビ朝日系列                               | 同時ネット | 1991年10月開局から |
| 福井県         | 福井放送           | 日本テレビ系列 テレビ朝日系列                | 遅れネット |                    |
| 中京広域圏     | 名古屋テレビ       | テレビ朝日系列                               | 同時ネット |                    |
| 近畿広域圏     | 朝日放送           | テレビ朝日系列                               | 同時ネット | 現：朝日放送テレビ |
| 鳥取県・島根県 | 山陰放送           | TBS系列                                      | 遅れネット |                    |
| 広島県         | 広島ホームテレビ   | テレビ朝日系列                               | 同時ネット |                    |
| 山口県         | 山口放送           | 日本テレビ系列 テレビ朝日系列                | 遅れネット |                    |
| 徳島県         | 四国放送           | 日本テレビ系列                               | 遅れネット |                    |
| 香川県・岡山県 | 瀬戸内海放送       | テレビ朝日系列                               | 同時ネット |                    |
| 高知県         | 高知放送           | 日本テレビ系列                               | 遅れネット |                    |
| 福岡県         | 九州朝日放送       | テレビ朝日系列                               | 同時ネット |                    |
| 長崎県         | 長崎文化放送       | テレビ朝日系列                               | 同時ネット |                    |
| 熊本県         | 熊本朝日放送       | テレビ朝日系列                               | 同時ネット |                    |
| 大分県         | テレビ大分         | 日本テレビ系列 フジテレビ系列 テレビ朝日系列 | 遅れネット |                    |
| 鹿児島県       | 鹿児島放送         | テレビ朝日系列                               | 同時ネット |                    |

- 宮崎放送（TBS系列）は、スペシャルのみ放送された。

## エピソード
- 当時、日本テレビ系列局で放送されていた『EXテレビ』の「番組改編期ダービー」（読売テレビ製作版）で、この番組が早く打ち切られる上位に予想されていた。
- 放送期間中、一週のみ福岡県福岡市での公開放送が実施された。
- 末期司会者の山田と渡辺は、この番組以前にもフジテレビの『いきなり!フライデーナイト』や『邦ちゃんのやまだかつてないテレビ』で共演していたことがあり、後番組『ビデオあんたが主役』でも引き続き司会を務めた（『やまかつ』終了直後に山田が司会者に起用され、また『やまかつ』最終回でテレ朝の正式告知よりも前に『あなたが主役』の司会をすることを山田が自ら明かしている）。

| テレビ朝日系列 火曜19時台 | テレビ朝日系列 火曜19時台                             | テレビ朝日系列 火曜19時台 |
| 前番組                    | 番組名                                                | 次番組                    |
| ------------------------- | ----------------------------------------------------- | ------------------------- |
| クイズおもしろTV          | ビデオあなたが主役 （1990年10月16日 - 1992年9月22日） | クイズ!純粋男女交遊       |